# Манжетная лента «Африка»

## Краткая историческая справка
Завидуя фантастическим успехам своего друга Гитлера в Европе в 1940 году, Муссолини захотел приобщиться к его военной славе. У Дуче возникла мысль начать свою войну. Для этой цели была выбрана Северная Африка, точнее Египет, прикрываемый английскими войсками. Используя в качестве плацдарма соседнюю Ливию итальянские войска в сентябре 1940 года вторглись в Египет, но были разгромлены.
Чтобы предотвратить переход всей северной Африки под британский контроль, 14 февраля 1941 года Гитлер посылает в Триполи 5 легкую африканскую дивизию под командованием генерал-лейтенанта Эрвина Ойгена Йоханнеса Роммеля.

## Описание
Наградная нарукавная лента «AFRIKA».
Нарукавная лента «Африка» (нем. Ärmelband “AFRIKA”) была учреждена в феврале 1943 года Гитлером, предписывающим заменить манжетные ленты Люфтваффе и Кригсмарине с текстом «AFRIKA», а также сухопутных войск с надписью «AFRIKAKORPS».
После её учреждения она поменяла свой статус, и стала не просто свидетельством принадлежности к Африканскому корпусу, а наградой за участие в кампании.
Лента была бежевого цвета с серебряной каймой по краям и вышитой серебристым хлопком посередине надписью «AFRIKA». Края надписи обрамляют изображения пальм, вышитых нитками такого же цвета. Ширина ленты 33 миллиметра.
Правом на ленту «Африка» обладали военнослужащие, прослужившие в Северной Африке 6 месяцев или получившие ранение на этом театре боевых действий. В последние месяцы кампании были введены новые условия награждения — не менее 4-х месяцев службы.